# پرستوی آبی‌رنگ
پرستوی آبی‌رنگ گونه‌ای از چلچله‌ایان و راستهٔ گنجشک‌سانان است که پشت بدنش سیاه با درخشش آبی است.